# Gerard López
Gerard López Segú (Granollers, 1979. március 12. –) spanyol válogatott labdarúgó, edző. 
A spanyol válogatott tagjaként részt vett a 2000-es Európa-bajnokságon.

## Sikerei, díjai
Barcelona
- Spanyol bajnok (1): 2004–05

Valencia
- Spanyol szuperkupa (1): 1999
- Bajnokok ligája (1): 1999–2000